# Числа-близнецы
Числа-близнецы (парные простые числа) — пары простых чисел, отличающихся на 2.

## Общая информация
Все пары чисел-близнецов, кроме (3, 5), имеют вид {\displaystyle 6n\pm 1,} так как числа с другими вычетами по модулю 6 делятся на 2 или на 3. Если учитывать также делимость на 5, то окажется, что все пары близнецов, кроме первых двух, имеют вид {\displaystyle 30n\pm 1}, {\displaystyle 30n+12\pm 1} либо {\displaystyle 30n+18\pm 1}.
Для любого целого {\displaystyle m\geqslant 2} пара {\displaystyle (m,m+2)} является парой чисел-близнецов тогда и только тогда, если {\displaystyle 4[(m-1)!+1]+m} делится на {\displaystyle m(m+2)} (следствие теоремы Вильсона).
Первые числа-близнецы:
(3, 5), (5, 7), (11, 13), (17, 19), (29, 31), (41, 43), (59, 61), (71, 73), (101, 103), (107, 109), (137, 139), (149, 151), (179, 181), (191, 193), (197, 199), (227, 229), (239, 241), (269, 271), (281, 283), (311, 313), (347, 349), (419, 421), (431, 433), (461, 463), (521, 523), (569, 571), (599, 601), (617, 619), (641, 643), (659, 661), (809, 811), (821, 823), (827, 829), (857, 859), (881, 883)
Наибольшими известными простыми-близнецами являются числа {\displaystyle 2996863034895\cdot 2^{1290000}\pm 1}. Они были найдены в сентябре 2016 года в рамках проекта добровольных вычислений PrimeGrid.
Предполагается, что таких пар бесконечно много, но это не доказано. По первой гипотезе Харди — Литтлвуда, количество {\displaystyle \pi _{2}(x)} пар простых-близнецов, не превосходящих {\displaystyle x}, асимптотически приближается к
{\displaystyle \pi _{2}(x)\sim 2C_{2}\int \limits _{2}^{x}{\frac {dt}{(\ln t)^{2}}},}
где {\displaystyle C_{2}} — константа простых-близнецов:
{\displaystyle C_{2}=\prod _{p\geq 3}\left(1-{\frac {1}{(p-1)^{2}}}\right)\approx 0.6601618158468695739278121100145\ldots }

## История
Гипотеза о существовании бесконечного числа чисел-близнецов была открытой в течение многих лет. В 1849 году де Полиньяк выдвинул более общую гипотезу (гипотеза Полиньяка): для любого натурального {\displaystyle k} существует бесконечное число таких пар простых чисел {\displaystyle p} и {\displaystyle p',} что {\displaystyle p-p'=2k}.
17 апреля 2013 года Итан Чжан сообщил о доказательстве того, что существует бесконечно много пар простых чисел, которые отличаются не более чем на 70 миллионов. Работа была принята в Анналы математики в мае 2013 года. 30 мая 2013 года австралийский математик Скотт Моррисон сообщил о снижении оценки до 59 470 640. Буквально через несколько дней австралийский математик, лауреат Филдсовской медали Теренс Тао доказал, что граница может быть уменьшена на порядок — до 4 982 086. Впоследствии он предложил проекту Polymath совместными усилиями оптимизировать границу.
В ноябре 2013 года 27-летний британский математик Джеймс Мейнард применил алгоритм, разработанный в 2005 году Дэниелем Голдстоном, Яношом Пинтцем и Семом Йилдиримом, под названием GPY (аббревиатура по первым буквам фамилий), и доказал, что существует бесконечно много соседних простых чисел, лежащих на расстоянии не более 600 друг от друга. В день выхода препринта работы Джеймса Мейнарда Теренс Тао опубликовал в личном блоге пост с предложением запустить новый проект, polymath8b, и уже через неделю оценка была снижена до 576, а 6 января 2014 — до 270. Наилучший научно доказанный результат был достигнут в апреле 2014 года Пэйсом Нильсеном из университета Брайгама Янга в Юте — 246.
В предположении справедливости гипотезы Эллиота — Халберстама и её обобщения оценка может быть снижена до 12 и 6 соответственно.

## Теорема Бруна
Леонард Эйлер доказал (1737), что ряд чисел, обратных простым, расходится:
{\displaystyle {1 \over 2}+{1 \over 3}+{1 \over 5}+{1 \over 7}+{1 \over 11}+\dots =\infty ,}
что, в частности, означало, что простых чисел бесконечно много. 
Норвежский математик Вигго Брун доказал (1919), что {\displaystyle \pi _{2}(x)\ll {\frac {x}{(\ln x)^{2}}},} и ряд обратных величин для пар близнецов сходится:
{\displaystyle B_{2}=\left({\frac {1}{3}}+{\frac {1}{5}}\right)+\left({\frac {1}{5}}+{\frac {1}{7}}\right)+\left({\frac {1}{11}}+{\frac {1}{13}}\right)+\left({\frac {1}{17}}+{\frac {1}{19}}\right)+\ldots \approx 1.902160583104.}
Это означает, что если простых близнецов и бесконечно много, то они всё же расположены в натуральном ряду довольно редко. Впоследствии была доказана сходимость аналогичного ряда для обобщённых простых близнецов.
Значение {\displaystyle B_{2}\approx 1.902160583104} называется константой Бруна для простых-близнецов.

## Списки
Самые большие известные простые близнецы по состоянию на 2022 год:
| Число                                                | Количество десятичных знаков |
| ---------------------------------------------------- | ---------------------------- |
| {\displaystyle 2996863034895\cdot 2^{1290000}\pm 1}  | 388342                       |
| {\displaystyle 3756801695685\cdot 2^{666669}\pm 1}   | 200700                       |
| {\displaystyle 65516468355\cdot 2^{333333}\pm 1}     | 100355                       |
| {\displaystyle 70965694293\cdot 2^{200006}\pm 1}     | 60219                        |
| {\displaystyle 66444866235\cdot 2^{200003}\pm 1}     | 60218                        |
| {\displaystyle 4884940623\cdot 2^{198800}\pm 1}      | 59855                        |
| {\displaystyle 2003663613\cdot 2^{195000}\pm 1}      | 58711                        |
| {\displaystyle 38529154785\cdot 2^{173250}\pm 1}     | 52165                        |
| {\displaystyle 194772106074315\cdot 2^{171960}\pm 1} | 51780                        |
| {\displaystyle 100314512544015\cdot 2^{171960}\pm 1} | 51780                        |

## Простые числа-триплеты
Это тройка различных простых чисел, разность между наибольшим и наименьшим из которых минимальна. Наименьшими простыми числами, отвечающими заданному условию, являются — (2, 3, 5) и (3, 5, 7). Однако далее во всех остальных тройках разность между наибольшим и наименьших членом равна шести и не может быть меньше.
То есть, если обобщить, триплетом называется тройка простых чисел (2, 3, 5), (3, 5, 7), {\displaystyle (p,p+2,p+6)} или {\displaystyle (p,p+4,p+6).}
Первые простые числа-триплеты:
(5, 7, 11), (7, 11, 13), (11, 13, 17), (13, 17, 19), (17, 19, 23), (37, 41, 43), (41, 43, 47), (67, 71, 73), (97, 101, 103), (101, 103, 107), (103, 107, 109), (107, 109, 113), (191, 193, 197), (193, 197, 199), (223, 227, 229), (227, 229, 233), (277, 281, 283), (307, 311, 313), (311, 313, 317), (347, 349, 353), (457, 461, 463), (461, 463, 467), (613, 617, 619), (641, 643, 647), (821, 823, 827), (823, 827, 829), (853, 857, 859), (857, 859, 863), (877, 881, 883), (881, 883, 887)
По состоянию на 2018 год наибольшими известными простыми-триплетами являются числа {\displaystyle (p,p+4,p+6)}, где {\displaystyle p=6521953289619\times 2^{55555}-5} (16737 цифр, апрель 2013 года).

## Квадруплеты простых чисел
Четвёрки простых чисел вида {\displaystyle (p,p+2,p+6,p+8),} или сдвоенные близнецы, или квадруплеты:
(5, 7, 11, 13), (11, 13, 17, 19), (101, 103, 107, 109), (191, 193, 197, 199), (821, 823, 827, 829), (1481, 1483, 1487, 1489), (1871, 1873, 1877, 1879), (2081, 2083, 2087, 2089), (3251, 3253, 3257, 3259), (3461, 3463, 3467, 3469), (5651, 5653, 5657, 5659), (9431, 9433, 9437, 9439),
(13001, 13003, 13007, 13009), (15641, 15643, 15647, 15649), (15731, 15733, 15737, 15739), (16061, 16063, 16067, 16069), (18041, 18043, 18047, 18049), (18911, 18913, 18917, 18919), (19421, 19423, 19427, 19429), (21011, 21013, 21017, 21019), (22271, 22273, 22277, 22279), (25301, 25303,
25307, 25309), …
По модулю 30 все квадруплеты, кроме первого, имеют вид (11, 13, 17, 19).
По модулю 210 все квадруплеты, кроме первого, имеют вид либо (11, 13, 17, 19), либо (101, 103, 107, 109), либо (191, 193, 197, 199).

## Секступлеты простых чисел
Шестёрки простых чисел вида {\displaystyle (p,p+4,p+6,p+10,p+12,p+16)}:
(7, 11, 13, 17, 19, 23), (97, 101, 103, 107, 109, 113), (16057, 16061, 16063, 16067, 16069, 16073), (19417, 19421, 19423, 19427, 19429, 19433), (43777, 43781, 43783, 43787, 43789, 43793)
…
По модулю 210 все секступлеты, кроме первого, имеют вид (97, 101, 103, 107, 109, 113).